# Luc Mercelina
Luc F.E. Mercelina (Curaçao, 6 december 1964) is een Sint Maartens chirurg en politicus, en minister-president van Sint Maarten sinds 3 mei 2024. Hij is de oprichter en politiek leider van Unified Resilient St. Maarten Movement (URSM).  

## Leven en werk
Luc Mercelina werd geboren op Curaçao als het tweede kind van Milo Mercelina, van Boneriaanse afkomst en Juliette S.F. Fleming van Marigot, op het Franse deel van Sint Maarten. Hij studeerde af als arts in 1990 aan de Medische Universiteit van Maastricht. Zijn professionele carrière begon op Curaçao, waar hij huisarts was in Sta. Rosa van 1990 tot 1992. Hij ging zich verder specialiseren in de chirurgie aan het Universitair Ziekenhuis Leuven in België, die hij in 1998 voltooide. Na een jaar als chirurg in Nederland te hebben gewerkt, verhuisde hij in 1999 naar Sint Maarten, waar hij 10 jaren verbonden was aan het Sint Maarten Medical Center (SMMC). In 2009 keerde hij terug naar België en werkte tot 2016 als chirurg in een groot ziekenhuis. Gedurende die tijd werkte hij ook als docent aan de medische faculteit van Universiteit Maastricht. Sinds 2016 woont hij op Sint Maarten en werkt hij bij SMMC.
Mercelina is getrouwd met Patricia E.A.M. Roemans en ze hebben samen drie kinderen.

### Politieke carrière
Mercelina debuteerde in de verkiezingen van 2018 op de lijst van United Democrats (UD). Hij behaalde 370 persoonlijke stemmen en een statenzetel, die hij van 2 april 2018 tot 10 februari 2020 bezet heeft. Na het verlaten van UD op 9 september 2019 werd hij een onafhankelijk statenlid; zijn opzegging van steun aan de coalitie was aanleiding voor de val van het tweede Marlin-Romeo kabinet. Kort daarna trad hij toe tot de United People's Party en werd gekozen tot interim-leider van de partij. In de verkiezingen van 2020 behaalde hij 248 persoonlijke stemmen, echter onvoldoende voor zetelbehoud. Twee jaar later, in 2021, vertrok hij bij UP en richtte Unified Resilient St. Maarten Beweging op. In de verkiezingen van 2024 haalt Mercelina 704 stemmen uit het totaal van 2028 stemmen die URSM heeft binnengehaald.  Na een coalitieovereenkomst met de Democratische Partij, Party for Progress en NOW, benoemt gouverneur Baly Mercelina tot formateur. Mercelina is door de coalitiepartijen aangewezen als kandidaat voor de post van premier. Na de verkiezingen van 11 januari 2024 werd hij aangesteld tot regeringsformateur. Mercelina is kandidaat voor de functie van premier van Sint Maarten. Op 7 februari 2024 werd hij beëdigd als lid van de Staten van Sint Maarten en nam ontslag bij zijn aantreden op 3 mei 2024 als minister-president in het kabinet-Mercelina I. 